# Fielmann

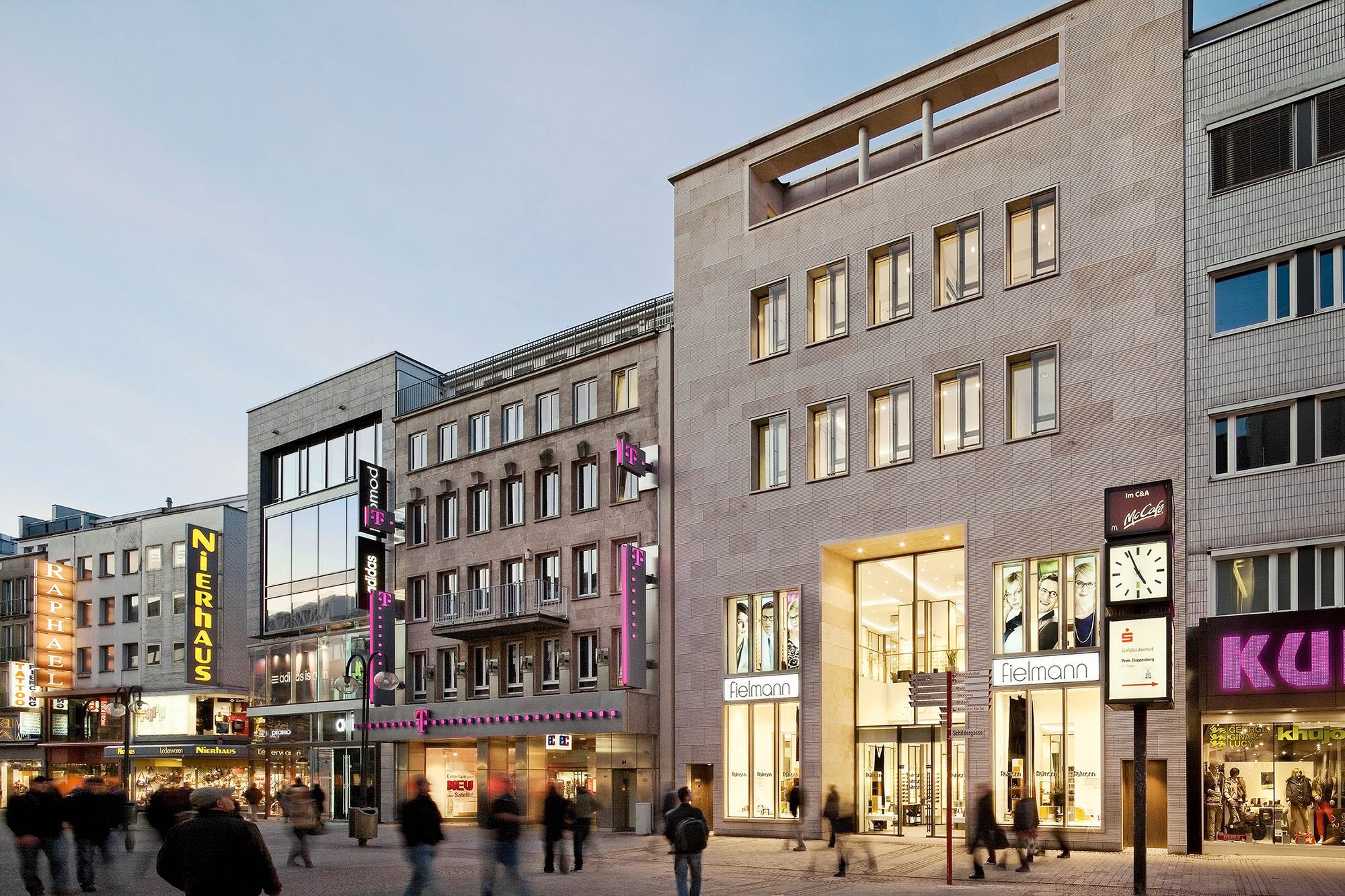
Fielmann-Niederlassung in Köln, Schildergasse

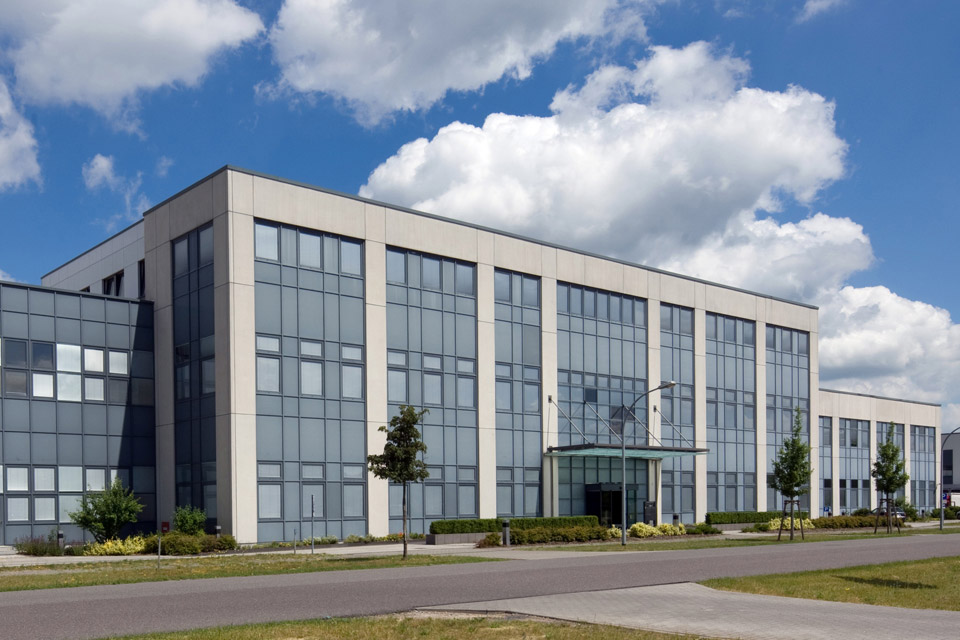
Fielmann-Produktion Rathenow (Brandenburg)

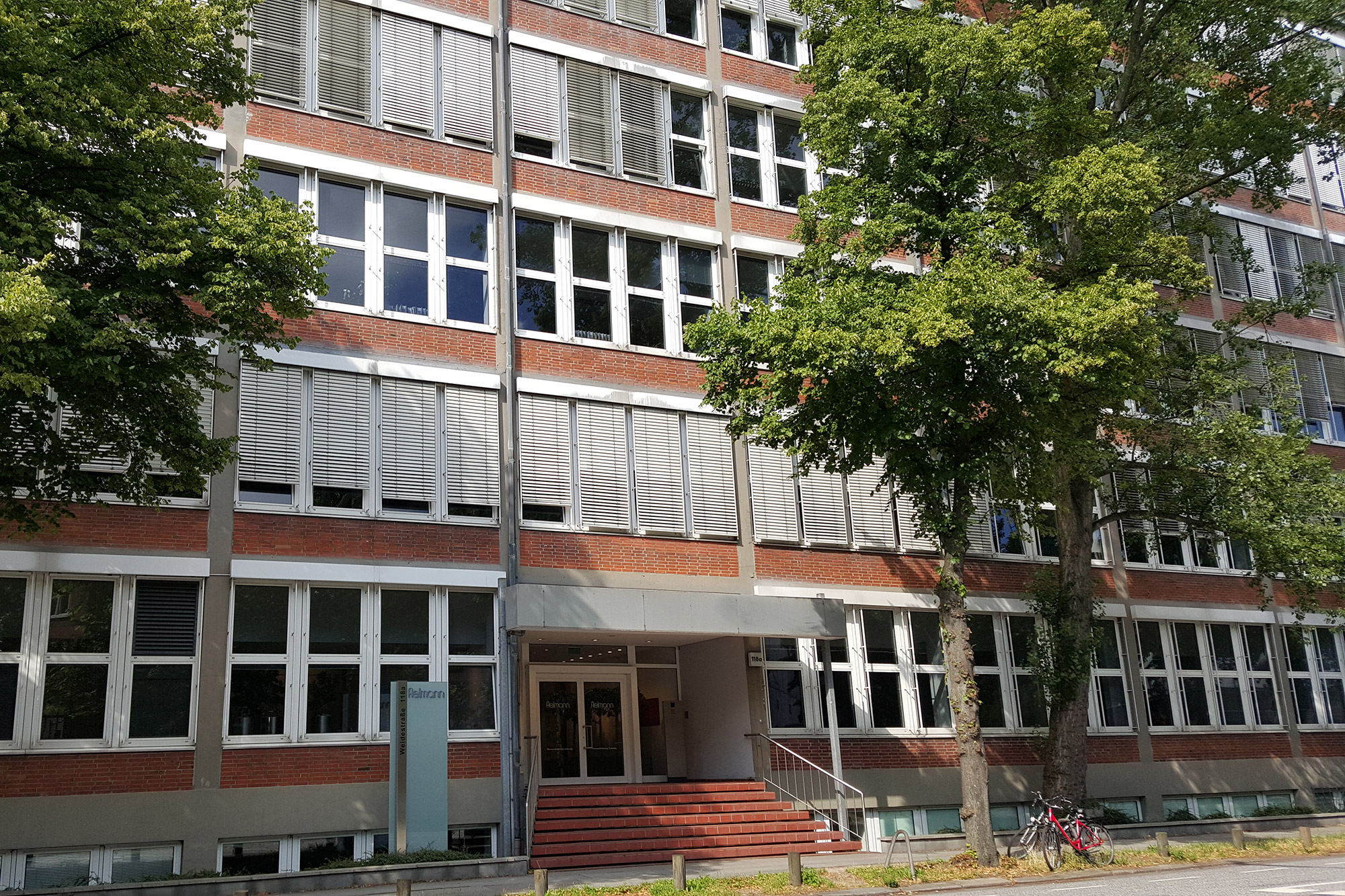
Fielmann-Hauptverwaltung in Hamburg-Barmbek

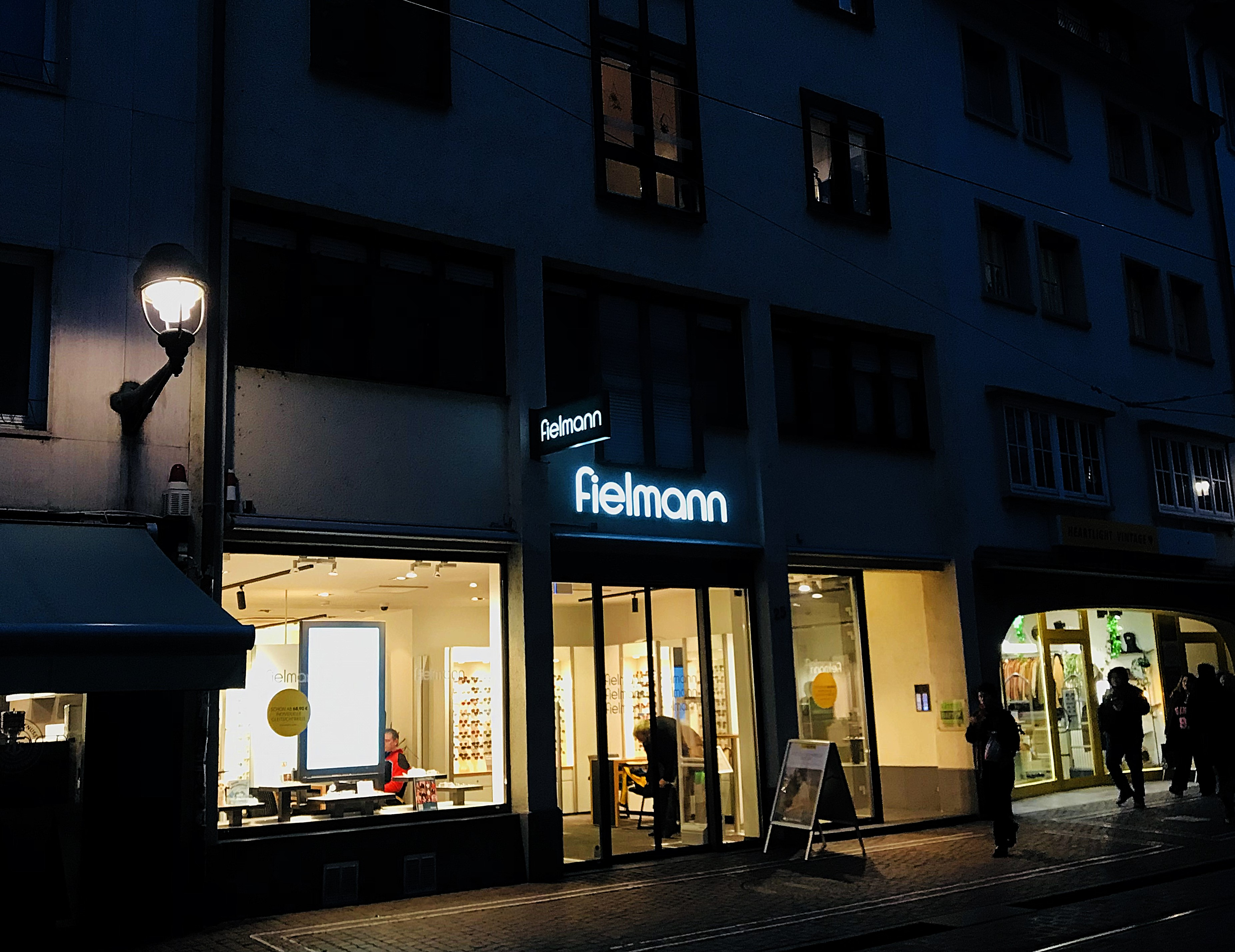
Fielmann-Standardfiliale in Freiburg im Breisgau, Bertoldstraße

Die Fielmann Group AG ist ein deutscher Augenoptiker mit Sitz in Hamburg.
Mit 626 Filialen in Deutschland (etwa sechs Prozent der Optikfachgeschäfte) erzielte Fielmann 2024 in Deutschland einen Absatzmarktanteil von 56 Prozent und einen Umsatzmarktanteil von 24 Prozent.
Weltweit erwirtschaftete die Fielmann Group AG 2024 mit insgesamt 1.240 Niederlassungen in Deutschland, Österreich, der Schweiz, Italien, Polen, Luxemburg, den Niederlanden, Slowenien, den USA sowie weiteren europäischen Ländern einen Konzernumsatz (inklusive Franchise und Industrie) von 2,26 Milliarden Euro und einen Absatz von 9,3 Millionen Brillen und gilt in der Branche als europäischer Marktführer.
Die Fielmann-Aktie ist im SDAX notiert.

## Geschichte
1972 gründete Günther Fielmann in Cuxhaven ein Augenoptik-Fachgeschäft. Fielmann erkannte eine Marktlücke im Geschäft mit Kassenbrillen, die mangels Auswahl wenig beliebt waren. Es gab damals lediglich sechs Kunststoff-Fassungen für Erwachsene und zwei für Kinder. 1981 schloss Fielmann mit der AOK Esens einen Sondervertrag und schuf 90 Modelle aus Metall und Kunststoff in 640 Varianten. Damit endete die Ära der Einheitskassenbrille. 1984 startete Fielmann eine Fernsehwerbekampagne mit dem Slogan „Mein Papi hat keinen Pfennig dazu bezahlt!“ Von 1987 bis 1990 weitete Fielmann seinen Stückzahlmarktanteil von 11 auf 16 Prozent aus und besaß zu dieser Zeit drei Prozent aller Geschäfte.
Seit 1994 ist Fielmann börsennotiert. Im selben Jahr kam das Unternehmen mit 294 Niederlassungen und 4.986 Mitarbeitern auf einen Umsatz von 868 Millionen DM (444 Millionen Euro) und einen Gewinn vor Steuern von 80,5 Millionen D-Mark (41,2 Millionen Euro). 1995 übernahm Fielmann die Pro-Optik AG in Basel mit sechs Niederlassungen in der Schweiz. Das Fielmann-Geschäft in der Zürcher Bahnhofstrasse erzielte jährlich einen Umsatz von 16 Millionen Euro. Fielmann erhöhte mit vier Prozent aller augenoptischen Fachgeschäfte seinen Marktanteil in den Jahren 1995 bis 1998 von 32 auf 38 Prozent. 1999 erfolgte der Markteintritt in Österreich und bis 2007 entstanden dort 24 Niederlassungen.
2001 erfolgte die Gründung der gemeinnützigen Fielmann-Akademie, die im Januar 2002 das Schloss Plön vom Land Schleswig-Holstein erwarb und dort ein Ausbildungszentrum für Augenoptiker errichtete. Nach mehrjährigen Baumaßnahmen wurde das Schloss im Herbst 2006 wieder eröffnet. Im Januar 2002 wurde ein neues Produktions- und Logistikzentrum in Rathenow (Brandenburg) eingeweiht, aus dem im Jahr 2022 8,5 Millionen Brillenfassungen versendet wurden. Nach dem weitgehenden Wegfall der gesetzlichen Leistungen konzipierte das Unternehmen gemeinsam mit der HanseMerkur eine Nulltarif-Versicherung.
Zum 6. Januar 2009 rückte Fielmann an der Börse vom SDAX in den MDAX auf, den sie am 23. Dezember 2019 wieder verlassen musste.
Am 21. November 2019 zog sich der Gründer Günther Fielmann aus dem Vorstand zurück und überließ die Führung des Unternehmens seinem Sohn Marc Fielmann. Hiermit wurde der geplante Generationenwechsel bei Fielmann abgeschlossen.

## Expansion
In Bozen eröffnete Fielmann im Juli 2015 sein erstes Geschäft in Italien und betrieb Ende 2024 43 Niederlassungen in Italien. In den EU-Ländern Italien, Polen, Slowenien, Niederlande, Luxemburg, Tschechien und Frankreich betrieb Fielmann zum Jahresende 2024 insgesamt 170 Niederlassungen (Vorjahr: 174 Niederlassungen).
In
Italien wurde das Niederlassungsnetz auf 43 Niederlassungen (Vorjahr: 54 Niederlassungen) konsolidiert, was zu einer deutlichen Verbesserung der Profitabilität führte. In Polen und Tschechien eröffnete die Fielmann-Gruppe im Jahr 2024 sechs bzw. drei weitere Niederlassungen, sodass die Gesamtzahl der Niederlassungen in Polen 60 und in Tschechien 17 beträgt. Die Anzahl der Niederlassungen in den anderen Ländern blieb nahezu unverändert
Am 1. September 2019 erwarb die Fielmann Group AG 70 % der slowenischen Optikerkette Optika Clarus, die zu diesem Zeitpunkt mit ihren 26 Fachgeschäften einen Marktanteil von 30 % und damit die Marktführerschaft in Slowenien innehatte.
Am 31. Dezember 2020 übernahm die Fielmann Group AG 80 % der spanischen Optikerkette Óptica & Audiología Universitaria.
Am 31. Dezember 2022 erwarb die Fielmann Group AG alle 100 % der Anteile des Einzelhandels, Großhandels und der Produktion der MFI-Gruppe. Zur MFI-Gruppe gehört unter anderem Medical Óptica Audición, die zum Zeitpunkt des Erwerbs mit 19 Filialen im Baskenland, Spanien, nach eigenen Angaben Marktführer im Bereich Augenoptik und Hörakustik sind.
Zum 1. September 2023 schloss Fielmann die Übernahme der US-amerikanischen Augenoptik-Kette SVS Vision mit mehr als 80 Geschäften sowie des kanadischen Unternehmens Eyevious Style mit dessen Onlineplattform Befitting ab.
Am 1. Juli 2024 verkündete die Fielmann-Gruppe den Abschluss der Transaktion des US-amerikanischen Augenoptik-Unternehmens Shopko Optical mit 140 Niederlassungen und 1.100 Beschäftigten. Die Akquisition war am 10. Juni 2024 unterzeichnet worden.

## Aktionärsstruktur
Die Familie Fielmann kontrolliert über die Familienholding Korva SE, die Stichting Tranquilitati, die Fielmann Familienstiftung und über direkte Anteile 72,91 % der Aktien der Fielmann Group AG.
| Besitzverhältnisse | Besitzverhältnisse           |
| ------------------ | ---------------------------- |
| 51,19 %            | Korva SE                     |
| 10,59 %            | Stichting Tranquilitati      |
| 9,14 %             | Marc Fielmann                |
| 1,98 %             | Sophie Luise Fielmann-Lobron |
| 27,09 %            | Streubesitz                  |

## Produkte
Die Fielmann Group AG deckt als Hersteller, Großhändler und Einzelhändler die komplette Wertschöpfungskette der augenoptischen Branche ab. Zum Jahresende 2024 betrieb der Konzern 1.240 Geschäfte im In- und Ausland. Zum Ende des Jahres 2024 betrieb Fielmann außerdem 412 Hörakustikstudios.

## Umgang mit Arbeitnehmerrechten
Fielmann wird seit Jahrzehnten dafür kritisiert, aktiv gegen Arbeitnehmervertretungen vorzugehen. So erhielten Angestellte, die in einer Filiale eine Betriebsversammlung zur Gründung eines Betriebsrats organisierten, wenige Tage später die Kündigung. Für eine andere Filiale wurde ein Privatdetektiv beauftragt, die Beschäftigten illegal abzuhören. Im Jahr 1995 hatten so weniger als fünf Prozent der Filialen einen Betriebsrat.
Die Filialen sind rechtlich selbstständige Firmen, um sie so dem Einflussbereich von Gewerkschaften und des Betriebsrates der Hauptverwaltung zu entziehen.

## Aus- und Weiterbildung

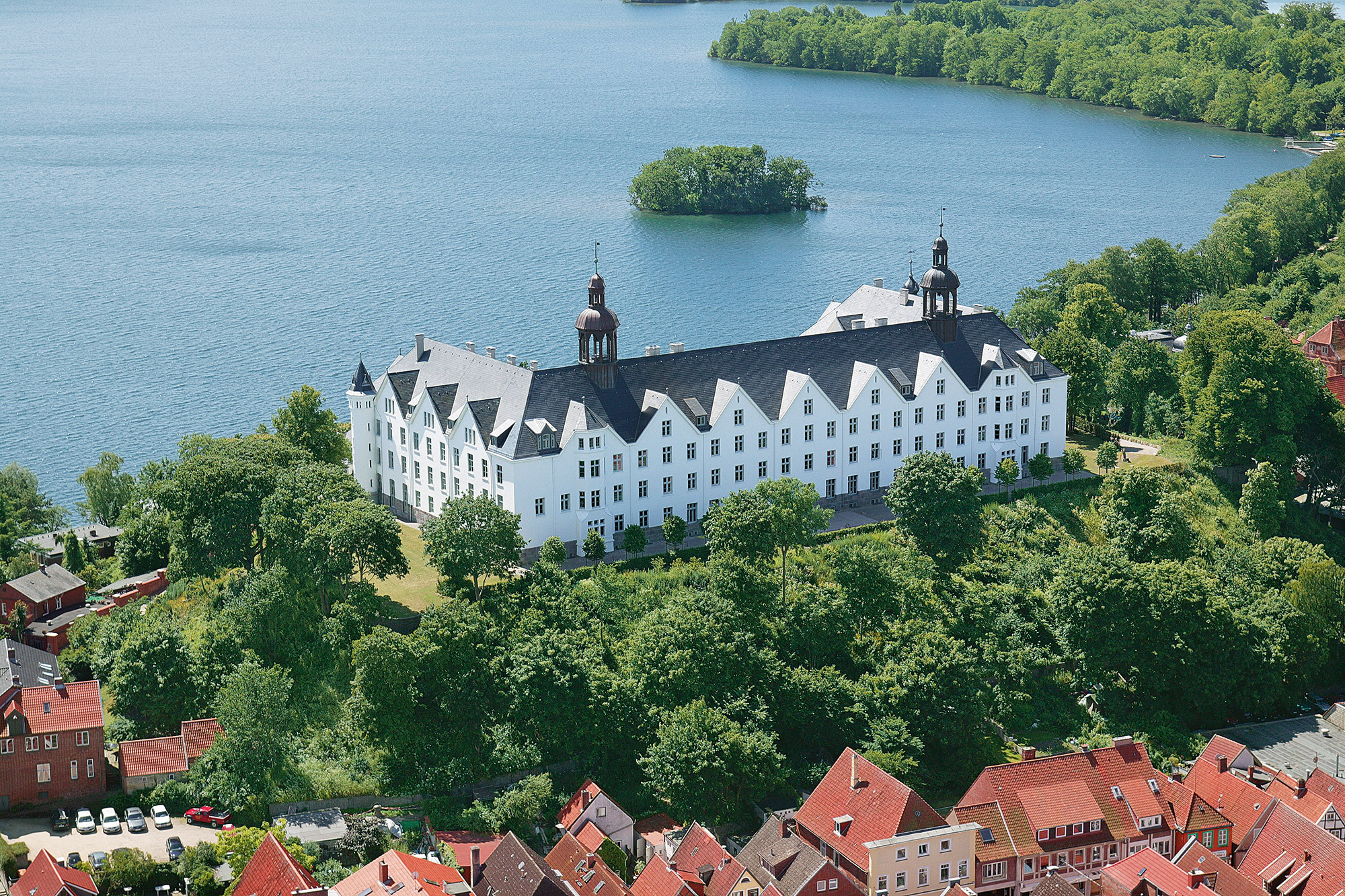
Fielmann-Akademie Schloss Plön

Mit fünf Prozent der Fachgeschäfte stellt Fielmann in Deutschland mehr als 40 Prozent aller Auszubildenden im augenoptischen Handwerk. 2024 absolvierten 3.973 Auszubildende ihre Lehre bei Fielmann. Nach Unternehmensangaben arbeiten 17 Prozent der Fielmann-Mitarbeiter in Teilzeit und die Frauenquote in den ersten drei Ebenen unterhalb des Vorstands liegt bei über 32 Prozent.
Auf Schloss Plön schult die gemeinnützige Fielmann-Akademie als Bildungsstätte für Augenoptik jedes Jahr 7.000 Fachkräfte, die Einrichtung kann auch von externen Augenoptikern besucht werden. Neben Lehrlingsausbildung und Meisterschule bietet die Fielmann-Akademie auch Seminare für Fach- und Führungskräfte an, seit 2007 lädt sie regelmäßig zu fachwissenschaftlichen Kolloquien.

## Auszeichnungen
- 2003: Deutscher Handelspreis in der Kategorie Management-Leistung in einer Nische des Einzelhandels
- 2011: Corporate Excellence Award[23]
- 2014: Kundenchampion in der Kategorie Großkunden (Forum Marktforschung und die Deutsche Gesellschaft für Qualität)[24]